# Hyssopus
- Commons
- Wikispecies

Hyssopus  é um gênero botânico da família Lamiaceae, nativo de Europa meridional, Oriente Médio e litoral do Mar Cáspio.

## Espécies
| - Hyssopus alopecuroides - Hyssopus altissimus - Hyssopus ambiguus - Hyssopus anethiodorus - Hyssopus angustifolius - Hyssopus anisatus - Hyssopus aristatus - Hyssopus beugesiacus - Hyssopus borealis - Hyssopus bracteatus - Hyssopus canescens - Hyssopus catariaefolius - Hyssopus caucasicus - Hyssopus cinerascens - Hyssopus cinereus - Hyssopus cretaceus - Hyssopus cristatus - Hyssopus cuspidatus - Hyssopus decumbens | - Hyssopus discolor - Hyssopus ferganensis - Hyssopus fischeri - Hyssopus foeniculum - Hyssopus hirsutus - Hyssopus judaeorum - Hyssopus latilabiatus - Hyssopus lophanthoides - Hyssopus lophanthus - Hyssopus macranthus - Hyssopus majae - Hyssopus montanus - Hyssopus myrtifolius - Hyssopus nepetoides - Hyssopus ocymifolius - Hyssopus officinalis - Hyssopus orientalis - Hyssopus passionis - Hyssopus polycladus | - Hyssopus pubescens - Hyssopus recticaulis - Hyssopus resupinatus - Hyssopus ruber - Hyssopus schleicheri - Hyssopus schugnanicus - Hyssopus scrophulariaefolius - Hyssopus scrophularifolius - Hyssopus septemcrenatus - Hyssopus septemfidus - Hyssopus seravschanicus - Hyssopus seravshanicus - Hyssopus subulifolius - Hyssopus tianschanicus - Hyssopus torresii - Hyssopus torresianus - Hyssopus vulgaris |

## Classificação do gênero
| Sistema | Classificação                        | Referência               |
| ------- | ------------------------------------ | ------------------------ |
| Linné   | Classe Didynamia, ordem Gymnospermia | Species plantarum (1753) |